# Ахундова, Рафига Гаджи кызы
Рафи́га Гаджи́ кызы́ Аху́ндова (азерб. Rəfiqə Hacı qızı Axundova; 7 августа 1931, Баку — 6 февраля 2024, Баку) — советская азербайджанская артистка балета, балетмейстер. Народная артистка Азербайджанской ССР (1970).

## Биография
Окончив Бакинское хореографическое училище, где её педагогом была Гамэр Алмасзаде, c 1952 года начала работать в Бакинском театре. В числе её партий — Иранская красавица и Айша («Семь красавиц»), Гюльянак («Девичья башня»), Зарема, Эгина, Ширин, Жизель; принцесса Флорина («Спящая красавица»), Вакханка («Вальпургиева ночь») и др.
Совместно с мужем Максудом Мамедовым поставила балеты «Каспийская баллада» (1968), «Тени Кобустана» (1969), «Калейдоскоп» (1971), «Тропою грома» (1975), «Семь красавиц» (1978, экранизирован в 1982); хореографические миниатюры «Азербайджанская сюита», «Яллы», «Мугам».
В 1972—1973 годах работала балетмейстером и педагогом в Алжире.
Скончалась 6 февраля 2024 года

## Награды
- Заслуженная артистка Азербайджанской ССР (26.04.1958)
- Народная артистка Азербайджанской ССР (21.05.1970)
- орден «Слава» (06.08.2021)[2]
- Орден Трудового Красного Знамени (22.08.1986)
- Орден «Знак Почёта» (09.06.1959)
- Золотая медаль «Театральный деятель»[азерб.] (2006, Союз театральных деятелей Азербайджана)[3]
- Персональная стипендия Президента Азербайджанской Республики (11.06.2002)[4].